# Anton Saks
Carl Anton Henry Saks (Norrköping, 11 agosto 1989) è un ex cestista svedese.

## Palmarès
- Campionato svedese: 3

Norrköping Dolphins: 2009-10, 2011-12
Luleå: 2016-17